# Lepidosina multispinulosa
Lepidosina multispinulosa är en tvåvingeart som beskrevs av Marshall och William Russel Buck 2007. Lepidosina multispinulosa ingår i släktet Lepidosina och familjen hoppflugor. Inga underarter finns listade i Catalogue of Life.